# 底特律第二浸信会教堂
底特律第二浸信会教堂（英語：Second Baptist Church）位于底特律希腊城梦露街441号，是美国中西部最古老的黑人教堂。
1836年3月，由于受歧视而离开第一浸信会的3名前奴隶成立了底特律第二浸信会。第二浸信会是底特律第七座重要教堂。底特律第二浸信会距离加拿大边境只有几英里远，很快负担起帮助解放奴隶的使命。教会领袖协助成立Amherstburg浸信会协会和加拿大反奴役浸信会协会，二者都是加拿大废奴团体。从成立直到内战结束，这个教堂充当地下铁路的一个“车站“，收容过大约5000奴隶，帮助他们最终逃往加拿大。
1839年，第二浸信会开办了该市第一所黑人学校，并于1843年和1865年主办了“全州有色人种公民大会”，请求密歇根政府给予黑人选举权。拉尔夫·本奇，后来成为第一位获得诺贝尔和平奖的美国黑人，就是在这座教堂受浸。第二浸信会还参与建立30多个其他非洲裔教堂。
底特律第二浸信会的教堂在1914年被大火烧毁，此后兴建了现存的建筑。在1926年和1968年又进行增建。这座建筑被列入国家史迹名录。